# Пеонидин
Пеонидин представляет собой O-метилированный антоцианидин, полученный из цианидина, и основной растительный пигмент. Пеонидин придает пурпурно-красные оттенки таким цветам, как пион, от которого он получил свое название, и розам. Он также присутствует в некоторых голубых цветах, таких как ипомея. Применяется как натуральный пищевой краситель.

## Биологическая активность
Пеонидин, как и многие антоцианидины, продемонстрировал мощное ингибирующее и апоптотическое действие на раковые клетки in vitro, особенно на метастатические клетки рака молочной железы человека.

## Токсичность
Токсикологический анализ показал, что пеонидин не вызывает раздражения, немутагенный, неканцерогенный и неонкогенный.